# Scatola di Edgeworth

Una rappresentazione grafica della "scatola di Edgeworth"

In microeconomia, la scatola di Edgeworth o Scatola di Edgeworth-Bowley, così chiamata in onore di Francis Ysidro Edgeworth che la ideò e Arthur Lyon Bowley che la rese popolare, è una rappresentazione grafica cartesiana sulla quale vengono misurate le quantità di due fattori produttivi (ad esempio il capitale K e il lavoro L) impiegati per la produzione di due beni X e Y rapportati a famiglie di isoquanti relative agli stessi, rappresentanti volumi di prodotto crescenti partendo da un vertice O per il bene X e da un vertice O′ per Y.
È quindi un diagramma utile per mostrare tutte le possibili allocazioni tra due consumatori delle quantità disponibili di due beni.
Esiste poi la scatola degli scambi di Edgeworth, dove vengono rappresentate curve di indifferenza e non isoquanti. In questo caso intersecando le curve troviamo una "lente" dove sono contenuti tutti i contratti accettabili per entrambe le parti, ossia le allocazioni che costituiscono dei "miglioramenti paretiani" rispetto all'allocazione di partenza. La scatola di Edgeworth premette inoltre di visualizzare in maniera intuitiva la cosiddetta "curva dei contratti", ovvero l'insieme delle allocazioni Pareto-efficienti.